# Epitaph (groupe)
Pour les articles homonymes, voir Epitaph.
Epitaph est un groupe allemand de rock progressif, originaire de Dortmund. Jouant initialement ce qu'AllMusic décrit comme du « rock progressif post-psyché, épicé d'accents de jazz occasionnels et d'harmonies de guitares jumelles répandues », le groupe s'oriente à partir de 1973 vers des styles plus directs de hard rock (puis de heavy metal) et, après avoir sorti six albums studio, se sépare en 1982. En 2000, Epitaph se reforme et plusieurs nouveaux albums suivent, dont deux albums studio (Remember the Daze, 2005, et Dancing With Ghosts, 2009),.

## Histoire
Le groupe est formé (à l'origine sous le nom de Fagin's Epitaph) à la fin de l'année 1969 à Dortmund, par le chanteur et guitariste Cliff Jackson, originaire du Yorkshire, le batteur écossais James McGillivray et le bassiste allemand Bernd Kolbe. Après plusieurs apparitions en première partie de groupes tels que Black Sabbath, Rory Gallagher, Yes et Argent, ils signent un contrat avec Polydor, raccourcissent leur nom et déménagent à Hanovre. Après avoir recruté le second guitariste Klaus Walz, le groupe se rend aux Wessex Studios de Londres pour commencer l'enregistrement du premier album éponyme, qui est terminé aux Windrose Studios de Hambourg et sort à l'automne 1971. Après de nombreux concerts dans toute l'Allemagne, y compris une apparition en direct dans l'émission télévisée Beat Club en 1972, le groupe enregistre (à Audio Tonstudio, Berlin) le deuxième album, Stop, Look and Listen, toujours pour Polydor. Les deux albums sont décrits par AllMusic comme du « rock progressif post-psyché, épicé d'accents de jazz occasionnels et d'harmonies de guitares jumelles très répandues »,.
En 1972, McGillivray quitte le groupe et est remplacé par Achim Wielert, dont le style de jeu permet au groupe de prendre une direction plus rock, comme en témoignent les deux singles de 1973, Autumn '71 et We Love You Alice. Pourtant, les ventes sont décevantes et Polydor laisse tomber le groupe. Presque immédiatement, Epitaph se rend aux États-Unis et signe avec le nouveau label indépendant Billingsgate, dont le patron Gary Pollack produit le troisième album (et le plus fort, selon AllMusic), Outside the Law. Le groupe (avec Norbert Lehmann, ex-Karthago, à la batterie) est prêt à entamer une tournée aux États-Unis lorsque Billingsgate se retrouve en faillite. Ayant perdu tout leur argent, Epitaph se sépare en janvier 1975, afin d'éviter de partager les dettes de leur maison de disques,.
En 1976, ils refont surface en Allemagne (avec Cliff Jackson, Bernd Kolbe, Klaus Walz et Jim McGillivray) et enregistrent un concert à Cologne pour l'émission de télévision musicale Rockpalast. Peu avant l'enregistrement, en janvier 1977, McGillivray quitte le groupe (il rejoindra Eloy en 1980) et est remplacé par Fritz Randow (ex-Eloy). Plus tard dans l'année, Walz et Kolbe quittent le groupe, tandis que le guitariste Heinz Glass, le bassiste Harvey Janssen et Michael Karch aux claviers le rejoignent. Cette nouvelle formation rejoint ensuite le groupe hongrois de rock progressif Omega pour une tournée européenne de 36 dates, qui s'est terminée par trois grands concerts à Budapest, devant plus de 30 000 personnes.

## Discographie

### Albums studio
- 1971 : Epitaph
- 1972 : Stop, Look and Listen
- 1974 : Outside the Law
- 1979 : Return to Reality
- 1980 : See You in Alaska
- 1982 : Danger Man
- 2007 : Remember the Daze
- 2009 : Dancing With Ghosts
- 2014 : The Acoustic Sessions (neu eingespielte Songs der Band)
- 2016 : Fire from the soul
- 2019 : Long Ago Tomorrow
- 2024 : Don't Let The Gray Hair Fool You

### Albums live et compilations
- 1979 : Handicap Vol. I
- 1980 : Handicap Vol. II
- 1981 : Live
- 2001 : Resurrection (live)
- 2001 : Live in the 21st Century
- 2007 : Live at Rockpalast
- 2020 : Five Decades Of Classic Rock